# Norbert Kunisch
Norbert P. Kunisch (* 16. Dezember 1934 in Dortmund; † 2. Mai 2018 in Oxford) war ein deutscher Klassischer Archäologe.

## Leben
Der Sohn des Germanisten Hermann Kunisch wuchs in Berlin auf und machte dort am Canisius-Kolleg Berlin den Schulabschluss. Er studierte ab 1954 an der Freien Universität Berlin, der Universität Athen sowie der Universität München unter anderem Klassische Archäologie, Kunstgeschichte und Klassische Philologie. Er wurde 1961 in München bei Ernst Homann-Wedeking mit einer Arbeit zum Thema Die stiertötende Nike. Typengeschichtliche und mythologische Untersuchungen promoviert. Unmittelbar nach der Promotion wurde Kunisch ständiger Grabungsassistent auf der deutschen Pergamon-Grabung. 1963 wechselte er auf die Position des Direktorialassistenten der Antikenabteilung der Staatliche Museen zu Berlin – Preußischer Kulturbesitz in Berlin. 
Im Jahr 1969 wurde er Assistent von Bernard Andreae an der Universität Bochum. Zunächst als Andreaes Assistent, ab 1979 selbstständig als Leiter der universitären Antikensammlung war Kunisch maßgeblich und federführend am Aufbau der Sammlung beteiligt. Gemeinsam mit Max Imdahl erarbeitete er ein Konzept, das es ermöglichte, antike und moderne Kunst in einem Museum zu präsentieren. 1997 wurde er im Range eines Akademischen Direktors pensioniert und zog mit seiner Frau nach Oxford. Der Bochumer Sammlung blieb er als Wissenschaftler verbunden und publizierte vor allem im Rahmen des Corpus Vasorum Antiquorum Deutschland (CVA) mehrere Bände zu den Antikensammlungen in Berlin und Bochum. Insbesondere um die griechische Keramik machte sich Kunisch verdient und publizierte neben den Bochumer CVA-Bänden und einem Band zur Berliner Sammlung Monografien zu Fischtellern, dem Vasenmaler Makron sowie zu Ornamenten auf geometrischen Vasen. Von der Ruhr-Universität wurde er für seine Leistungen um den Aufbau der Antikensammlung mit der Ehrenmedaille ausgezeichnet. Er war korrespondierendes Mitglied des Deutschen Archäologischen Instituts, Member of Clare Hall, Cambridge und Member of Wolfson College, Oxford.

## Schriften (Auswahl)
- Corpus Vasorum Antiquorum Deutschland, Band 33. Berlin, Antiquarium. C. H. Beck, München 1971, ISBN 3-406-00933-6.
- mit Max Imdahl: Plastik. Antike und moderne Kunst der Sammlung Dierichs in der Ruhr-Universität Bochum. Dierichs/Habelt, Kassel/Bonn 1979, ISBN 3-7749-1686-1.
- Symposion. Griechische Vasen aus dem Antikenmuseum der Ruhr-Universität Bochum. Rheinland-Verlag/Habelt, Köln/Bonn 1989, ISBN 3-7927-1121-4.
- Griechische Fischteller. Natur und Bild (= Gebr. Mann Studio-Reihe). Gebr. Mann, Berlin 1989, ISBN 3-7861-1562-1.
- Herausgeber: Erläuterungen zur modernen Kunst. 60 Texte von Max Imdahl, seinen Freunden und Schülern. Richter, Düsseldorf 1992, ISBN 3-928762-06-0.
- Erläuterungen zur griechischen Vasenmalerei. 50 Hauptwerke der Sammlung antiker Vasen in der Ruhr-Universität Bochum. Böhlau, Köln – Weimar – Wien 1996, ISBN 3-412-03996-9.
- Makron (= Forschungen zur antiken Keramik. Reihe 2: Kerameus, Band 10), von Zabern, Mainz 1997, ISBN 3-8053-1890-1.
- Ornamente geometrischer Vasen. Ein Kompendium. Böhlau, Köln – Weimar – Wien 1998, ISBN 3-412-11897-4
- Corpus Vasorum Antiquorum Deutschland, Band 79. Bochum, Kunstsammlungen der Ruhr-Universität. - Band 1. C. H. Beck, München 2005, ISBN 978-3-406-53754-7.
- Corpus Vasorum Antiquorum Deutschland, Band 81. Bochum, Kunstsammlungen der Ruhr-Universität. - Band 2. C. H. Beck, München 2006, ISBN 978-3-406-54442-2.
- Corpus Vasorum Antiquorum Deutschland, Band 82. Bochum, Kunstsammlungen der Ruhr-Universität. - Band 3. C. H. Beck, München 2007, ISBN 978-3-406-55854-2.
- Die attische Importkeramik (= Funde aus Milet, Band 3). De Gruyter, Berlin-New York 2016, ISBN 978-3-11-045489-5.

## Belege
1. ↑  RUB ehrt verdienstvolle Persönlichkeiten.
2. ↑  Dietrich Willers: Norbert P. Kunisch †. In: Gnomon. 91 (2019), S. 285–287, hier: S. 287.
3. ↑  Ruhr-Universität Bochum – Ehrungen (Memento vom 26. Februar 2010 im Internet Archive).

| Personendaten    | Personendaten                    |
| ---------------- | -------------------------------- |
| NAME             | Kunisch, Norbert                 |
| ALTERNATIVNAMEN  | Kunisch, Norbert Paul            |
| KURZBESCHREIBUNG | deutscher Klassischer Archäologe |
| GEBURTSDATUM     | 16. Dezember 1934                |
| GEBURTSORT       | Dortmund                         |
| STERBEDATUM      | 2. Mai 2018                      |
| STERBEORT        | Oxford                           |